# مینارتی تیمور
مینارتی تیمور (انگلیسی: Minarti Timur؛ زادهٔ ۲۴ مارس ۱۹۶۸) بدمینتون‌باز اهل اندونزی است.